# Gamma1 Caeli
Gamma1 Caeli (28 Caeli) é uma estrela binária na direção da constelação de Caelum. Possui uma ascensão reta de 05h 04m 24.31s e uma declinação de −35° 28′ 58.3″. Sua magnitude aparente é igual a 4.55. Considerando sua distância de 185 anos-luz em relação à Terra, sua magnitude absoluta é igual a 0.78. Pertence à classe espectral K2III.